# Mannschaftskader der División de Honor (Schach) 1997
Die Liste der Mannschaftskader der División de Honor (Schach) 1997 enthält alle Spieler, die in der spanischen División de Honor im Schach 1997 mindestens eine Partie spielten, mit ihren Einzelergebnissen.

## Allgemeines
Während CE Barcino Barcelona und CE Vulcà Barcelona in allen Runden die gleichen vier Spieler einsetzten, spielten bei EM El Olivar Zaragoza sieben Spieler mindestens eine Partie. Insgesamt kamen 50 Spieler zum Einsatz, von denen 29 an allen Wettkämpfen teilnahmen.
Punktbester Spieler war Kevin Spraggett (CE Barcino Barcelona) mit 8 Punkten aus 9 Partien. Ángel Martín González (CE Vulcà Barcelona) erreichte 7,5 Punkte aus 9 Partien, Orestes Rodríguez Vargas (CE Vulcà Barcelona) und José García Padrón (CA La Caja de Canarias) je 7 Punkte aus 9 Partien. Kein Spieler erreichte 100 %, das prozentual beste Ergebnis gelang ebenfalls Spraggett.

## Legende
Die nachstehenden Tabellen enthalten folgende Informationen:
- Nr.: Ranglistennummer
- Titel: FIDE-Titel; GM = Großmeister, IM = Internationaler Meister, FM = FIDE-Meister
- Land: Verbandszugehörigkeit gemäß Elo-Liste von Juli 1997; CAN = Kanada, CUB = Kuba, ESP = Spanien, KAZ = Kasachstan, MKD = Mazedonien, PER = Peru, SWE = Schweden, URU = Uruguay
- Elo: Elo-Zahl in der Elo-Liste von Juli 1997
- G: Anzahl Gewinnpartien
- R: Anzahl Remispartien
- V: Anzahl Verlustpartien
- Pkt.: Anzahl der erreichten Punkte
- Partien: Anzahl der gespielten Partien

## CE Barcino Barcelona
| Nr. | Titel | Name                  | Land | Elo  | G | R | V | Pkt. | Partien |
| --- | ----- | --------------------- | ---- | ---- | - | - | - | ---- | ------- |
| 1   | GM    | Kevin Spraggett       | CAN  | 2575 | 7 | 2 | 0 | 8    | 9       |
| 2   | GM    | Félix Izeta Txabarri  | ESP  | 2525 | 0 | 8 | 1 | 4    | 9       |
| 3   | GM    | David García Ilundáin | ESP  | 2495 | 3 | 6 | 0 | 6    | 9       |
| 4   | IM    | Juan Mellado Triviño  | ESP  | 2430 | 5 | 2 | 2 | 6    | 9       |

## CE Vulcà Barcelona
| Nr. | Titel | Name                     | Land | Elo  | G | R | V | Pkt. | Partien |
| --- | ----- | ------------------------ | ---- | ---- | - | - | - | ---- | ------- |
| 1   | GM    | Pia Cramling             | SWE  | 2520 | 2 | 6 | 1 | 5    | 9       |
| 2   | GM    | Juan Manuel Bellón López | ESP  | 2450 | 2 | 5 | 2 | 4,5  | 9       |
| 3   | GM    | Orestes Rodríguez Vargas | ESP  | 2425 | 6 | 2 | 1 | 7    | 9       |
| 4   | IM    | Ángel Martín González    | ESP  | 2420 | 7 | 1 | 1 | 7,5  | 9       |

## UGA Barcelona
| Nr. | Titel | Name                               | Land | Elo  | G | R | V | Pkt. | Partien |
| --- | ----- | ---------------------------------- | ---- | ---- | - | - | - | ---- | ------- |
| 1   | GM    | Miguel Illescas Córdoba            | ESP  | 2585 | 5 | 3 | 1 | 6,5  | 9       |
| 2   | GM    | Jordi Magem Badals                 | ESP  | 2550 | 4 | 5 | 0 | 6,5  | 9       |
| 3   | IM    | Josep Oms Pallisé                  | ESP  | 2445 | 2 | 4 | 3 | 4    | 9       |
| 4   | IM    | Francisco Javier Ochoa de Echagüen | ESP  | 2440 | 2 | 2 | 0 | 3    | 4       |
| 5   |       | Antonio Gual Pascual               | ESP  | 2420 | 3 | 2 | 0 | 4    | 5       |

## CA La Caja de Canarias
| Nr. | Titel | Name                        | Land | Elo  | G | R | V | Pkt. | Partien |
| --- | ----- | --------------------------- | ---- | ---- | - | - | - | ---- | ------- |
| 1   | GM    | Julio Ernesto Granda Zúñiga | PER  | 2625 | 4 | 3 | 2 | 5,5  | 9       |
| 2   | GM    | Alfonso Romero Holmes       | ESP  | 2465 | 4 | 4 | 1 | 6    | 9       |
| 3   | IM    | José García Padrón          | ESP  | 2440 | 5 | 4 | 0 | 7    | 9       |
| 4   | FM    | Ernesto Solana Suárez       | ESP  | 2295 | 2 | 2 | 4 | 3    | 8       |
| 5   |       | Luis León Varela            | ESP  |      | 0 | 1 | 0 | 0,5  | 1       |

## CE Terrassa
| Nr. | Titel | Name                      | Land | Elo  | G | R | V | Pkt. | Partien |
| --- | ----- | ------------------------- | ---- | ---- | - | - | - | ---- | ------- |
| 1   | GM    | Walter Arencibia          | CUB  | 2550 | 2 | 6 | 1 | 5    | 9       |
| 2   | IM    | Lluís Comas Fabregó       | ESP  | 2475 | 6 | 1 | 2 | 6,5  | 9       |
| 3   |       | Fermín González Vélez     | ESP  | 2395 | 2 | 1 | 5 | 2,5  | 8       |
| 4   |       | Antonio Joanpera Morales  | ESP  | 2370 | 1 | 2 | 2 | 2    | 5       |
| 5   |       | Luis Alberto Gómez Jurado | ESP  | 2310 | 0 | 1 | 4 | 0,5  | 5       |

## CA Villa de Teror
| Nr. | Titel | Name                         | Land | Elo  | G | R | V | Pkt. | Partien |
| --- | ----- | ---------------------------- | ---- | ---- | - | - | - | ---- | ------- |
| 1   | GM    | Vladislav Tkachiev           | KAZ  | 2615 | 3 | 3 | 3 | 4,5  | 9       |
| 2   | IM    | Juan Mario Gómez Esteban     | ESP  | 2490 | 1 | 3 | 5 | 2,5  | 9       |
| 3   | IM    | Francisco Javier Sanz Alonso | ESP  | 2425 | 2 | 6 | 1 | 5    | 9       |
| 4   |       | Luis García Caballero        | ESP  | 2275 | 0 | 2 | 2 | 1    | 4       |
| 5   |       | Francisco López Colón        | ESP  | 2245 | 1 | 1 | 3 | 1,5  | 5       |

## CA Marcote Mondariz
| Nr. | Titel | Name                   | Land | Elo  | G | R | V | Pkt. | Partien |
| --- | ----- | ---------------------- | ---- | ---- | - | - | - | ---- | ------- |
| 1   | GM    | Zenón Franco Ocampos   | ESP  | 2480 | 0 | 3 | 5 | 1,5  | 8       |
| 2   | IM    | Sergio Estremera Paños | ESP  | 2430 | 1 | 4 | 4 | 3    | 9       |
| 3   | IM    | Francisco Vallejo Pons | ESP  | 2415 | 3 | 3 | 3 | 4,5  | 9       |
| 4   | IM    | Daniel Rivera          | URU  | 2370 | 2 | 5 | 1 | 4,5  | 8       |
| 5   | FM    | Rafael Rodríguez López | ESP  | 2325 | 0 | 1 | 1 | 0,5  | 2       |

## EM El Olivar Zaragoza
| Nr. | Titel | Name                        | Land | Elo  | G | R | V | Pkt. | Partien |
| --- | ----- | --------------------------- | ---- | ---- | - | - | - | ---- | ------- |
| 1   | GM    | Nikola Mitkov               | MKD  | 2455 | 0 | 4 | 5 | 2    | 9       |
| 2   | IM    | Javier Gil Capapé           | ESP  | 2440 | 4 | 3 | 2 | 5,5  | 9       |
| 3   |       | Cristóbal Ramo Frontiñán    | ESP  | 2385 | 0 | 2 | 0 | 1    | 2       |
| 4   |       | Félix Fernández López       | ESP  | 2300 | 0 | 0 | 3 | 0    | 3       |
| 5   |       | Antonio Hernando García     | ESP  | 2245 | 0 | 1 | 2 | 0,5  | 3       |
| 6   |       | Jesús María Cerrajería Ruiz | ESP  | 2240 | 0 | 0 | 1 | 0    | 1       |
| 7   |       | Sergio Garza Marco          | ESP  | 2210 | 2 | 3 | 4 | 3,5  | 9       |

## RC Labradores Sevilla
| Nr. | Titel | Name                  | Land | Elo  | G | R | V | Pkt. | Partien |
| --- | ----- | --------------------- | ---- | ---- | - | - | - | ---- | ------- |
| 1   | GM    | Jesús Nogueiras       | CUB  | 2535 | 1 | 6 | 2 | 4    | 9       |
| 2   | IM    | Rafael Álvarez Ibarra | ESP  | 2395 | 0 | 3 | 5 | 1,5  | 8       |
| 3   | FM    | Fernando Vega Holm    | ESP  | 2420 | 1 | 4 | 3 | 3    | 8       |
| 4   | FM    | Ismael Terán Álvarez  | ESP  | 2350 | 3 | 5 | 1 | 5,5  | 9       |
| 5   |       | Damián Checa Calderón | ESP  | 2215 | 0 | 1 | 1 | 0,5  | 2       |

## CA Moratalaz Madrid
| Nr. | Titel | Name                             | Land | Elo  | G | R | V | Pkt. | Partien |
| --- | ----- | -------------------------------- | ---- | ---- | - | - | - | ---- | ------- |
| 1   | GM    | Pablo San Segundo Carrillo       | ESP  | 2495 | 1 | 4 | 4 | 3    | 9       |
| 2   |       | Salvador Gabriel Del Río Angelis | ESP  | 2375 | 1 | 5 | 3 | 3,5  | 9       |
| 3   | FM    | Gabriel Rojo Huerta              | ESP  | 2355 | 2 | 5 | 2 | 4,5  | 9       |
| 4   |       | David Ballesteros González       | ESP  | 2260 | 1 | 1 | 3 | 1,5  | 5       |
| 5   |       | Luis Bermejo Arruego             | ESP  | 2180 | 1 | 1 | 2 | 1,5  | 4       |